# Comportament autodistructiv
În cazul oamenilor, sintagma comportament autodistructiv are o utilizare extinsă, care conceptualizează anumite tipuri de acte distructive îndreptate împotriva propriei persoane. De asemenea, se folosește pentru a caracteriza anumite tipuri de acte violente îndreptate împotriva propriei persoane. Termenul provine din psihologia obiectivă, în care totalul abuzurilor indreptate împotriva propriei persoane este tratat ca fiind o colecție de acțiuni și, de aceea, ca un sindrom.
Actele de "autodistrugere" pot fi atat metaforice ("sinucidere sociala") sau literale (sinucidere). La modul general, acțiunile autodistructive pot fi deliberate, atât sub formă impulsivă cat și sub formă de obișnuințe. Termenul tinde sa fie aplicat în special acelor autodistrugeri care sunt în mod potențial formatoare de obișnuințe și, astfel, sunt potențial fatale.
- Sinucidere

## Forme de comportament autodistructiv
Comportamentul autodistructiv este adesea considerat ca fiind sinonim cu auto-rănirea, ceea ce nu este întocmai exact. Auto-rănirea este o formă extremă de comportament autodistructiv, dar acesta poate apărea sub multe alte forme.
Comportamentul autodistructiv poate fi utilizat ca un mecanism de adaptare, atunci când lucrurile devin 'insuportabile'. De exemplu, confruntat cu o examinare scolară dificilă, o persoană poate alege să își saboteze propria muncă în loc de a se confrunta cu stresul asociat. Sabotarea va face imposibil succesul examinării, dar va elimina și grija asociată cu aceasta.
Comportamentul auto-distructiv se poate manifesta și prin încercări active de îndepărtare a celorlalți oameni. De exemplu, poate fi utilizat pentru a pune capăt unei relații romantice. Adesea, persoana acționând astfel are senzația că, pentru un motiv oarecare, este incapabilă sau neândreptățită să aibă o relație cu persoana pe care încearcă sa o îndepărteze. Adesea, are o părere foarte bună despre respectiva persoană și nu dorește să o 'afecteze' prin crearea și menținerea unei relatii.
Un aspect important al comportamentului auto-distructiv este inabilitatea de a face față stresului generat de lipsa de încredere în sine a unui individ - de exemplu, într-o relație, dacă cealaltă persoană este cu adevarat fidelă ("cum poate să iubească pe cineva ca mine?"); la locul de muncă sau la scoală, dacă îndeplinirea unor sarcini si termene de execuție este posibilă ("nu există nicio posibilitate sa indeplinesc toată munca la termen").
Indivizii care au succes pot să îsi autosaboteze propriile realizari; aceasta isi poate avea originea într-o senzație de lipsă de valoare sau într-o dorintă de a repeta "escaladarea catre varf."
Forme mai evidente de autodistrugere sunt neglijarea alimentatiei, abuzul de alcool, dependența de droguri, auto-rănirea si tentativele de sinucidere.

## Cauzele comportamentului autodistructiv
Comportamentul autodistructiv este adesea o formă de autopedepsire pentru un esec personal, care poate fi real sau imaginar. De asemenea, poate fi sau nu legat de sentimentul de auto-ură.
Adesea, se face confuzia între comportamentul autodistructiv si căutarea atentiei sau se crede ca nevoia de atentie este motivația principală. Acest fapt poate fi adevărat în unele cazuri, dar în mod normal motivația este mai profundă.
Conform asteptarilor, comportamentul autodistructiv este mai des întalnit în cazul celor afectați de depresie clinică.
În mod alternativ, în anumite situații poate fi cauzat de asimilarea unor comportamente disfuncționale anterior in viață, sau poate fi doar rezultatul unei lipse de înțelepciune aplicată sau a unor prioritați greșit alese.
Pot fi situații când în cadrul familiei, certurile care persistă frecvent poate declanșa o tulburare de personalitate la persoana expusă având alte probleme care nu se cunosc iar rezultatul conflictelor familiale sau violență domestică poate duce la reacții negative înțeles ca și comportament autodistructiv, copiii afectați pot moșteni involuntar aceste experiențe negative iar fenomenul după mulți ani se poate repeta in propria lor familie.